# Картали (присілок)
Картали́ (рос. Карталы, башк. Кәртәле) — присілок у складі Бєлорєцького району Башкортостану, Росія. Входить до складу Ішлинської сільської ради.
Населення — 34 особи (2010; 83 в 2002).
Національний склад:
- башкири — 82%